# Ricardo López Tugendhat
Ricardo López Tugendhat es un tricampeón mundial de tiro práctico.

## Biografía
Nacido en Quito el 24 de mayo de 1977, inició su actividad deportiva a los catorce años y se especializó en la difícil Modalidad de Revólver Estándar (la única arma que poseía su padre), y desde un principio demostró excepcionales capacidades para este Deporte, pues a partir de los quince años, y hasta la fecha, ha ganado todos los Campeonatos Nacionales.
En el año 2003, fue presentado al Presidente y Vicepresidente de Concentración Deportiva de Pichincha, Señor Omar Cevallos y Doctor Aníbal Fuentes respectivamente, quienes vieron en el Deportista un valioso activo para el Deporte Provincial.
A partir de esta fecha, y con el auspicio de Concentración Deportiva de Pichincha, ha logrado los siguientes Triunfos Nacionales:

## Logros deportivos
- 25 AÑOS CONSECUTIVOS CAMPEÓN PROVINCIAL DE REVOLVER.

- 23 AÑOS CONSECUTIVOS CAMPEÓN NACIONAL DE REVOLVER DEL ECUADOR.

- CAMPEÓN NACIONAL DEL ECUADOR DIVISION PRODUCCIÓN EN EL AÑO 2013.

- ELIGIDO MEJOR DEPORTISTA DE TIRO POR PARTE DE CONCENTRACIÓN DEPORTIVA DE PICHINCHA EN EL AÑO 2003-2004-2005-2006-2007-2008-2009-2010-2011-2012-2013.

- ELEGIDO MEJOR DEPORTISTA DE LA PROVINCIA DE PICHINCHA EN EL AÑO 2005.

- ELEGIDO MEJOR DEPORTISTA DE LA PROVINCIA DE PICHINCHA EN EL AÑO 2008.

### Internacionales
- CAMPEÓN DE EL SALVADOR OPEN 2001. REPÚBLICA DE EL SALVADOR.

- CAMPEÓN COSTA RICA OPEN 2002.  REPÚBLICA DE COSTA RICA.

- TERCER LUGAR CAMPEONATO PANAMERICANO 2003. GUAYAQUIL-ECUADOR.

- CAMPEÓN COPA COLUMBUS 2003. GUAYAQUIL-ECUADOR.

- CAMPEÓN ÁREA 8 USPSA 2004. ESTADOS UNIDOS DE NORTEAMÉRICA.

- CUARTO LUGAR CAMPEONATO EUROPEO 2004. REPÚBLICA CHECA.

- CAMPEÓN DEL NACIONAL DE BRASIL 2004. RECIFE-BRASIL.

- 2 VECES VICECAMPEÓN DEL FLORIDA OPEN USPSA 2005-2011. ESTADOS UNIDOS DE NORTEAMÉRICA.

- CAMPEÓN COPA DEL MEDITERRÁNEO 2005. CHEVAL BLANK-FRANCIA.

- CAMPEÓN DEL NACIONAL ALEMAN 2005. ALEMANIA.

- 7 VECES CAMPEÓN DEL FLORIDA OPEN USPSA. 2006-2007-2008-2010-2012-2013-2014.

- VICECAMPEÓN MUNDIAL IPSC WORLD SHOOT XIV 2005. GUAYAQUIL-ECUADOR.

- VICECAMPEÓN PANAMERICANO 2006. BRASIL.

- CAMPEÓN EUROPEO IPSC 2007. CHEVAL BLANK-FRANCIA.

- CAMPEÓN ÁREA 3 USPSA 2007. ESTADOS UNIDOS DE NORTEAMÉRICA.

- VICEPAMPEÓN CAMPEONATO NACIONAL USA 2008. TEXAS-USA.

- CAMPEÓN CAMPEONATO EURO EXTREME 2008. REPÚBLICA CHECA.

- CAMPEÓN MUNDIAL REVOLVER IPSC WORLD SHOOT XV 2008, BALI INDONESIA.

- CAMPEÓN PANAMERICANO IPSC 2009. GUAYAQUIL-ECUADOR.

- CAMPEÓN AREA 5 USPSA 2009. ESTADOS UNIDOS DE NORTEAMÉRICA.

- 12 VECES CONSECUTIVAS CAMPEÓN DEL ECUADOR OPEN 2003-2004-2005-2006-2007-2008-2009-2010-2011-2012-2013-2014.

- CAMPEÓN DEL CONTINENTE ASIÁTICO Y AUSTRALIA IPSC 2010.  MALASIA.

- 3 VECES CAMPEÓN SUDAMERICANO IPSC 2008-2011-2014.

- CAMPEÓN MUNDIAL REVOLVER IPSC WORLD SHOOT XVI  2011, RODAS-GRECIA.

- CAMPEÓN COPA LATINOAMERICANA 2013. GUAYAQUIL-ECUADOR.

- CAMPEÓN USPSA NATIONALS 2014. ESTADOS UNIDOS DE NORTEAMÉRICA.

- CAMPEÓN NACIONAL IPSC 2014. ESTADOS UNIDOS DE NORTEAMÉRICA.

- CAMPEÓN MUNDIAL REVOLVER IPSC WORLD SHOOT XVII 2014, FLORIDA-USA.

- CAMPEÓN MUNDIAL REVOLVER SHOOT OFF WORLD SHOOT XVII 2014.